# Зоя Карбонопсина
Зоя Карбонопсина (греч. Ζωή Καρβωνοψίνα — «Угольноокая»; ? — после 919) — четвёртая жена византийского императора Льва VI, мать императора Константина VII и регент (914—919) при нём.

## Жизнеописание
Происхождение Зои однозначно неизвестно, считается, что она происходила из аристократической византийской семьи и приходилась родственницей летописцу Феофану. Император Лев VI сошёлся с ней после смерти своей третьей жены Евдокии (901 год) и «была Зоя четвертой царской женой и пребывала во дворце с царем невенчанной». Такое её положение объясняется запретом в Православии вступать в брак более трёх раз.
В конце 905 году Зоя родила Льву VI долгожданного сына, «а во время родов явилась на небе комета, лучи на восток испускавшая, сиявшая сорок дней и ночей». Многие епископы сопротивлялись желанию Льва узаконить младенца, утверждая, что «рожденье ребенка не могло сделать законным запрещенный брак», но патриарх Николай Мистик, спасая свою жизнь после того как стало известно о его участии в заговоре Андроника Дуки, 6 января 906 года сам с царскими почестями окрестил младенца:

Крещен же был Константин патриархом Николаем в Великой церкви в святой день Крещения, восприняли же его от святого крещения Александр, родной брат царя, патрикий Самопа и все вельможи.
— Продолжатель Феофана. Жизнеописание царей. Книга VI. Лев VI.
Однако патриархом было выдвинуто условие — Лев должен был расстаться со своей любовницей Зоей. Но император, напротив, обвенчался с ней и провозгласил Зою царицей. Патриарх Николай изверг из сана священника, совершившего таинство, а самого императора отлучил от причастия и запретил входить в церковь. Началось противостояние императора и патриарха, закончившиеся в 907 году изгнанием Николая с Константинопольской кафедры.
После смерти (912 год) императора Льва VI на короткое время императором становится его брат Александр. Он возвратил Николая Мистика на константинопольскую кафедру и изгнал из дворца Зою, но её сын Константин Багрянородный продолжал считаться императором-соправителем. После смерти императора Александра патриарх Николай стал во главе регентского совета и по требованию Константина VII Багрянородного вернул его мать Зою из ссылки. Чтобы иметь контроль над Зоей, патриарх Николай постриг её в монахини, объявив своей духовной дочерью. Однако Зоя обманула патриарха, сделав обряд недействительным, так как перед постригом съела мясо. Живя во дворце, Зоя постепенно нашла себе сторонников и в феврале 914 организовала нападение на патриарха, который хоть и уцелел, но три недели скрывался в церкви, опасаясь за свою жизнь. Выйдя из неё, он признал своё поражение, Зоя сместила поставленных им чиновников, объявила своё монашество недействительным и стала править как регент при своём малолетнем сыне.
В 919 году власть в империи захватил Роман I Лакапин, ставший императором и выдавший свою дочь Елену замуж за Константина VII. Вскоре Зоя была уличена в попытке отравить Романа I:

Уличили и августу Зою, покушавшуюся на жизнь Романа отравленной пищей, приготовленной при помощи нотария Феоклита. И удалили её из дворца, отправили в Петрий и постригли в монастыре святой Евфимии.
— Продолжатель Феофана. Жизнеописание царей. Книга VI. Царствование Константина, сына Льва.
После пострига и ссылки дальнейшая жизнь Зои и дата её смерти неизвестны.

## Предание о поясе Богородицы

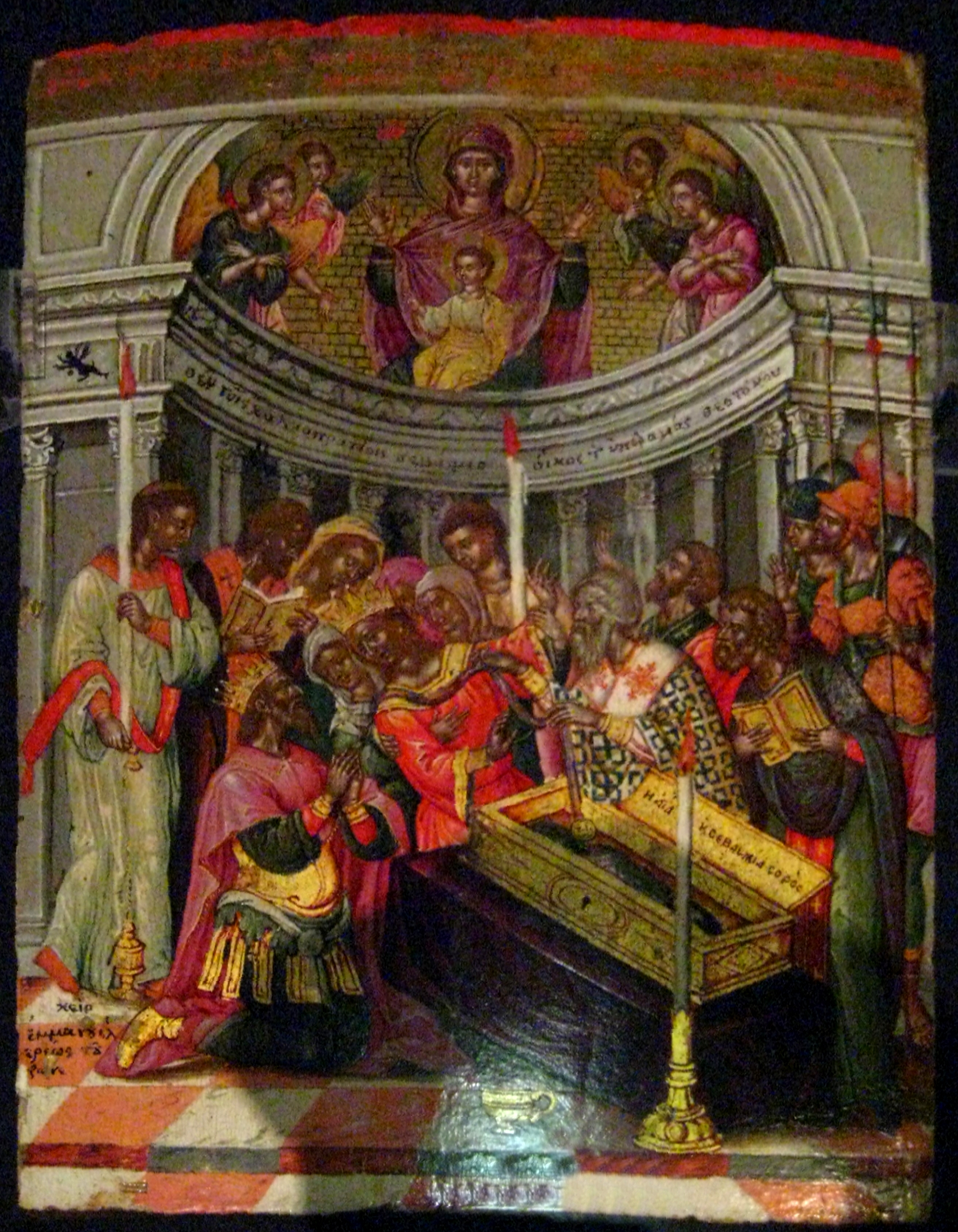
Эммануил Тзанес. Чудо святого Пояса. 2-я пол. XVII века. Музей Бенаки.

Православное предание связывает с Зоей чудо пояса Пресвятой Богородицы, хранившегося в Халкопратийской церкви.

…супруга его Зоя была мучима духом нечистым, по сей причине царь и его родственники были весьма опечалены; и начали все воссылать ко Господу усердные моления о страдавшей царице. После сего царице Зое было видение Божественное, знаменовавшее, что она получит исцеление, если на неё будет возложен пояс Пресвятой Богородицы. О сем видении царица рассказала своему мужу, царю Льву. Тотчас царь упросил патриарха открыть пояс Пресвятой Богородицы… И как только патриарх распростёр его над царицей, тотчас она освободилась от мучения демонского и получила совершенное исцеление от недуга своего.
— Димитрий Ростовский. Жития святых (31 августа)
В связи с этим событием ежегодное празднование 31 августа в честь положения пояса Богородицы в Халкопратии приобрело ещё большую торжественность и получило в месяцесловах статус малого праздника.